# Henryk Struve
Henryk Struve, pseudonim Florian Gąsiorowski (ur. 27 czerwca 1840 w Gąsiorowie, zm. 16 maja 1912 w Eltham) – polski filozof, psycholog, tłumacz, estetyk, encyklopedysta.

## Życiorys
Jego rodzicami byli pochodzący z Monachium Jerzy Struve (zm. 1886) i holenderskiej narodowości Poznanianka Eugenia de Witte, mówiącą bardzo dobrze po polsku. Jerzy Struve przybył do Królestwa Polskiego i dzięki znajomości z namiestnikiem księciem Józefem Zajączkiem objął posadę w rządowej służbie leśnej; w kolejnych latach uzyskał indygenat, następnie osiadł w Gąsiorowie w guberni kaliskiej.
Henryk Struve uczęszczał do gimnazjum w Warszawie i Piotrkowie, studiował w latach 1858–1863 na uniwersytetach w Tybindze, Heidelbergu, Erlangen, Gettyndze, Hall, Lipsku i Jenie. W marcu 1863 uzyskał stopień doktora filozofii na Uniwersytecie w Jenie. W lutym 1863 objął obowiązki adiunkta logiki w Szkole Głównej Warszawskiej, a w listopadzie r. 1864 mianowany został profesorem nadzwyczajnym filozofii w tejże Szkole. Z powodu zamiany Szkoły Głównej na Cesarski Uniwersytet w 1870 roku, doktoryzował się ponownie w Moskwie i w 1871 roku został profesorem zwyczajnym filozofii na Uniwersytecie Warszawskim (do 1903). W latach 1875–1894 pełnił obowiązki Prezesa Komisji egzaminacyjnej dla nauczycieli. W 1868 roku został wybrany Członkiem Towarzystwa Przyjaciół Nauk w Krakowie. Od 1873 roku członek Akademii Umiejętności. W 1900 został uhonorowany godnością doktora honoris causa Uniwersytetu Jagiellońskiego. Był też członkiem Towarzystwa Naukowego Warszawskiego. W 1903 roku przeniósł się do Anglii. Odznaczony Krzyżem Wielkim Orderu św. Stanisława, Krzyżem Komandorskim z Gwiazdą Orderu św. Anny i Krzyżem Komandorskim Orderu Świętego Włodzimierza
Erudyta, posiadający wszechstronne zainteresowania filozoficzne, był przez szereg lat czołowym przedstawicielem nauki polskiej. Zasłużył się raczej na polu historii oraz propagandy filozofii polskiej w kraju i zagranicą. Jako filozof eklektyk o poglądach staroświeckich, którymi rządził się też w sprawach sztuki (na tym tle głośna była jego polemika ze Stanisławem Witkiewiczem). W filozofii łączył ontologiczny idealizm z trójpoznawczym pozytywizmem.

## Publikacje i dzieła
Oprócz licznych artykułów i rozpraw (ps. Florian Gąsiorowski) w czasopismach, oddzielnie wydał m.in.:
- O istnieniu duszy i jej udziale w chorobach umysłowych (1867)[8],
- Wykład systematyczny logiki (1871)[9],
- Synteza dwóch światów (1876)[10],
- Hamlet. Eine Charakter-Studie (1876),
- Życie i prace Józefa Kremera (1881)[11],
- Estetyka barw (1886)[12],
- Sztuka i piękno (1892),
- Wstęp krytyczny do filozofii (1896[13], III wyd. 1903),
- Historia logiki jako teorii poznania w Polsce (1911, główne jego dzieło).

Był również encyklopedystą oraz w latach 1900–1914 członkiem komitetu redakcyjnego Encyklopedii Wychowawczej .